# Anna Mitgutsch
Waltraud Anna Mitgutsch (Linz, 2 ottobre 1948) è una critica letteraria e scrittrice austriaca.

## Biografia
Dopo aver conseguito la maturità liceale, Mitgutsch studia anglistica e germanistica all'Università di Salisburgo, dove consegue la laurea e, nel 1974, il dottorato, con una dissertazione sulla lirica inglese contemporanea. Dal 1974 al 1985 ottiene incarichi di insegnamento in università sia austriache (Innsbruck), che straniere (soprattutto negli Stati Uniti). Dal 1985, anno in cui si impone agli occhi del pubblico e della critica per il romanzo Die Züchtigung (tr. it. Tua madre era come te?), si dedica esclusivamente all'attività letteraria. Dopo aver contratto matrimonio con un uomo di fede ebraica, Mitgutsch si converte all'ebraismo. Ha un figlio e vive tra Linz e Boston.
Firma solo i suoi primi tre romanzi con il nome completo Waltraud Anna Mitgutsch.
Nell'ottobre 2016 ha ottenuto il Premio internazionale "Letteratura dal Fronte" della Città di Cassino (IX edizione, dedicata all'Austria) a cura di C. Abatecola, con Laudatio di M. Latini.

## Opere di critica letteraria
- Zur Lyrik von Ted Hughes, Salisburgo 1974
- Metaphorical gaps and negation in the poetry of W. S. Merwin, Mark Strand, and Charles Simić, Salisburgo 1980
- The image of the female in D. H. Lawrence's poetry, Salisburgo 1981

## Opere di narrativa
- Die Züchtigung, Düsseldorf 1985
- Das andere Gesicht, Düsseldorf 1986
- Ausgrenzung, Francoforte sul Meno 1989
- In fremden Städten, Amburgo 1992
- Abschied von Jerusalem, Berlino 1995
- Haus der Kindheit, Monaco di Baviera 2000
- Familienfest, Monaco di Baviera 2003
- Zwei Leben und ein Tag, Colonia 2007
- Wenn du wiederkommst, Monaco di Baviera 2010

### Traduzioni in italiano
- Tua madre era come te? (Die Züchtigung), Milano 1994, ISBN 88-07-01462-9
- Straniera ovunque (In fremden Städten), Milano 1996, ISBN 88-07-01500-5
- La voce del deserto (Abschied von Jerusalem), Firenze 2008 ISBN 978-88-8057-308-1
- La casa della nostalgia (Haus der Kindheit), Firenze 2009 ISBN 978-88-8057-331-9

## Saggi di poetica
- Erinnern und Erfinden. Grazer Poetik-Vorlesungen, Graz 1999